# Xã hội diễn cảnh
Xã hội diễn cảnh (tiếng Pháp: La société du spectacle) là một cuốn sách về đề tài triết học và lý thuyết phê phán Mácxít, được viết bởi triết gia Guy Debord, xuất bản vào năm 1967. Trong tác phẩm, Debord phát triển và trình bày đến với độc giả khái niệm diễn cảnh (Spectacle). Đây được coi là công trình tiêu biểu nhất của phong trào Quốc tế Tình huống.

## Tóm tắt
Tác phẩm là tập hợp 221 luận cương được viết theo kiểu cách ngôn. Mỗi luận cương trong đó là một đoạn văn ngắn.

### Sự thoái hóa đời sống con người
Debord lần theo sự phát triển của một xã hội hiện đại mà trong đó đời sống xã hội đích thực đã bị thay thế bởi biểu tượng của nó: "Tất cả những gì từng được sống trực tiếp giờ đã trở thành biểu tượng đơn thuần." lập luận rằng lịch sử của đời sống xã hội có thể được hiểu là "sự suy tàn từ cái tồn tại thành cái sở hữu, và từ cái sở hữu thành đơn thuần cái bề ngoài" Hoàn cảnh này, theo Debord, là "thời điểm lịch sử khi hàng hóa đã hoàn toàn chiếm hữu đời sống xã hội."
Diễn cảnh là hình ảnh đảo ngược của xã hội mà trong đó quan hệ giữa hàng hóa đã thay thế quan hệ giữa người với người, theo đó "sự nhận dạng bị động với diễn cảnh thay thế hoạt động chân thực". "Diễn cảnh không phải là tập hợp các hình ảnh," Debord viết, "hơn thế, nó là quan hệ xã hội giữa người với người, gián tiếp qua hình ảnh."
Debord lưu ý rằng chất lượng cuộc sống trong một xã hội diễn cảnh rất đỗi nghèo nàn, thiếu tính chân thực đến mức nhận thức của con người bị ảnh hưởng, kèm theo sự suy thoái về tri thức, từ đó cản trở tư duy phản biện. Debord phân tích việc sử dụng kiến thức để củng cố thực tại: diễn cảnh làm mở mịt quá khứ, gắn nó với tương lai thành một khối không phân biệt, một dạng hiện tại không bao giờ kết thúc; theo cách này, diễn cảnh ngăn cản các cá nhân nhận ra rằng xã hội diễn cảnh chỉ là một khoảnh khắc trong lịch sử, một xã hội mà có thể bị lật đổ thông qua cách mạng.